# 松原客館
松原客館（まつばらきゃっかん）は、平安時代前期の9世紀頃に、渤海の使節団（渤海使）を迎えるために越前国に設置されたと考えられる迎賓・宿泊施設。現在の福井県敦賀市・気比の松原近辺にあったのではないかといわれているが、考古学的な裏付けはなく、所在地は明らかでない。松原客院とも。

## 概要
渤海は現在の中華人民共和国東北部付近にあった国家で、698年に成立し、926年に滅亡した。渤海から日本へ派遣された渤海使は、727年から919年のおよそ200年間で34回あり、日本から渤海へ派遣された遣渤海使は13回の記録が残る。渤海使は、おもに冬の北西季節風を利用し、山陰・北陸・東北（時には北海道）に来着し、南風が吹く5月から6月に帰港することが多かった。また、北陸・出羽国に来着した渤海使は、敦賀を経由して都へ入り、帰港時には敦賀を出て、能登国の福良（能登客院の比定地の一つ）を経由して帰るルートをとった。なお、渤海使の目的は、当初は軍事同盟的な色彩が濃いものであったが徐々に交易中心へと変わり、来着回数も1年～3年毎という時期も見られ、回数が非常に多くなっていった。また、使節団の人員も、当初は20名程度であったものが、823年（弘仁14年）以降は100名を超える規模となった。
松原客館（駅館）の名称がはっきりとみえる史料は次の2つである。
- 『延喜式』（905年 - 927年に編纂）の雑式に「凡そ越前国松原客館は気比神宮司をして検校せしむ」と記載されており、時期は不明ながら気比神宮の宮司が客館の管理を任されていたことが分かる。
- 『扶桑略記』には、919年に敦賀半島の丹生浦に渤海使が来着した際の記録が残る。この最終34回目の渤海使105名は、定め通りに松原駅館に移送されたものの、館の門は閉ざされ、無人状態であり、薪や炭の蓄えもなく、非常に不備な状態であったとある。

松原客館の設立を直接明記した史料は見当たらないが、以下のように関連を示唆しているととらえられる史料もある。
- 『続日本紀』には、766年（天平神護2年）2月20日に、近江国から「松原倉」へ稲穀5万斛が貯倉されたとの記録がある。この「松原倉」を敦賀の松原と解釈し、港の維持管理などの財源とするための官営の倉があり、その後の客館の設立にもつながっているのでないかとの説がある[4]。一方で、この「松原倉」には越前国との記載はなく、松原客館とは無関係で平城京の松林宮の倉とする説もある[5]。
- 『日本後紀』には、804年（延暦23年）6月に「能登国への渤海使の来着が多くなっており、停宿のところは疎漏なきよう、早く客院を造るように」との記載が見える。このときに能登だけでなく松原客館も設置されたのではないか、と考える向きもある[4]。

松原客館と古代官道の松原駅との関係性については、おもに2つの説がある。
- 松原客館と松原駅は別々の場所とする。ただし「松原」の名を冠し、松原「駅館」とも称することから、地理的には近い場所にあったとする[6]。
- 松原客館と松原駅は同じところにあり、松原駅家内の建物が客館として利用されたのではないかとする[2]。

## 年表
- 698年 - 渤海が成立する。
- 727年（神亀4年） - 第1回目の渤海使、渤海国との国交樹立。
- 766年（天平神護2年） - 近江国から「松原倉」へ稲穀5万斛を貯倉される。
- 776年（宝亀7年） - 気比神宮に宮司を置く。
- 804年（延暦23年） - 能登国に客院設置の指示が出される。
- 919年（延喜19年） - 最終34回目の渤海使105名を「松原駅館」に移送。
- 926年 - 渤海が滅亡する。
- 930年（延長7年） - 東丹国（渤海の故地に成立した国）の使節が丹後国に来着。

渤海滅亡後も、以下のように宋の商人や官人が敦賀を来訪した記録があり、迎賓・宿泊施設として客館が機能していたとの説もある。
- 995年（長徳元年） - 宋の商人朱仁聡らを定め通り越前国へ移した。
- 1060年（康平3年） - 宋の商人が敦賀津に来着。
- 1080年（承暦4年） - 宋の商人が敦賀津に来着。
- 1091年（寛治5年） - 加賀守藤原為房が敦賀の「官舎」に宿泊。

## 所在地をめぐる諸説
松原客館の所在地については考古学上の決定的な物的証拠が見つかっておらず、伝承や歴史地理学的な見地から、以下のようにいくつかの説が提示されている。
1. 櫛川遺跡[9][10] - 現在の別宮神社付近。神社前の発掘調査では平安時代の祭祀遺跡がみられ、異国人の入国に際し、祓いの儀式を行なった跡とも考えられている。銅銭、小鏡、銅鈴、須恵器などが出土している。
2. 松原遺跡[10] - 気比の松原一帯。砂浜は砂丘の発達に伴い、古代から現在にかけて徐々に北進しており、3列の浜堤を形成している[9]。平安時代は南側の1・2列目付近の浜堤（現在の県立敦賀高校付近）が海岸線であった。この付近から製塩土器・須恵器・銅銭が出土している。
3. 神明神社[8] - 現在地の松島町ではなく、旧所在地の松栄町の福井地方法務局敦賀支局の付近。客館の跡地であるという伝承がある。
4. 来迎寺・永建寺付近[11][6] - 近世の松中村付近、現在の松島町二丁目付近にあたる。空中写真と標高の検討から、古代には笙の川の河口は大きな入り江となっており、この付近が入江の西の浜堤岬上に相当すると推定する。異国からの使節を隔離し、入江の東側の気比神宮からも見通しがよく適地とする。
5. 気比神宮の北[8] - 神宮の北側に入江があった可能性がある。
6. 気比神宮の西[5] - 神宮の西に「館出口」「館ノ腰」という小字名があること、および神宮宮司が客館の管理を行なったならば、すぐ近くにあったはずであるとの理由（千田稔の説）。
7. 中遺跡[10] - 敦賀インターチェンジ付近。古墳群、弥生時代の遺跡から近く、平安時代の遺物も多量に出土している。
8. 金ヶ崎[5] - 客館管理を担った気比神宮に近く、かつ客館は景勝の地であるべきとの見地から金ヶ崎付近とする（蘆田伊人の説）。
9. 西福寺[8] - 松原の西端の井ノ口川付近にも古代に入江があった可能性、そこから近いことと、寺伝によれば開創時に和同開珎133枚が出土した。